# مانیکارنیکا: ملکه جانسی
مانیکارنیکا: ملکه جانسی (به هندی: Manikarnika: The Queen of Jhansi) فیلمی محصول سال ۲۰۱۹ و به کارگردانی کانگانا رانوت و کریش است. در این فیلم بازیگرانی همچون کانگانا رانوت، آتول کولکارنی، جیشو سنگوپتا، وایبهاو تاتوادی، محمد زیشان ایوب، آنکیتا لوکانده، سورش اوبروی، دنی دنزونگپا، میشتی، کولبوشان کارباندا ایفای نقش کرده‌اند.
این فیلم داستان رانی جانسی، یکی از چهره‌های برجسته شورش هند و مقاومت او در برابر حکومت بریتانیا است.